# Flughafen Karlstad

i7
i11
i13
Der Flughafen Karlstad (schwedisch Karlstads flygplats, Eigenname Karlstad Airport, IATA-Code: KSD, ICAO-Code: ESOK) ist der neue, 1997 eingeweihte Verkehrsflughafen der schwedischen Stadt Karlstad. Sein in den 1930er Jahren erbauter Vorgänger Karlstad-Jakobsberg lag 3 km südwestlich des Stadtzentrums, wurde im Jahr 2000 geschlossen und wird jetzt als Golfplatz benutzt.
Im Jahr 2011 lag die Passagierzahl bei 108.885.

## Fluggesellschaften und Ziele
Karlstad verfügte ab Eröffnung über eine Linienverbindung nach Stockholm-Arlanda, die jedoch im Mai 2020 eingestellt wurde. In der Sommersaison werden Flüge zu Urlaubszielen am Mittelmeer angeboten, beispielsweise mit Sunclass Airlines nach Palma de Mallorca und Gran Canaria sowie mit Aegean Airlines nach Chania.